# Hibiscus cannabinus
Hibiscus cannabinus, (Kenaf), är en malvaväxtart som beskrevs av Carl von Linné. Hibiscus cannabinus ingår i Hibiskussläktet som ingår i familjen malvaväxter. Växten odlas som hampa och jute för sina fibrers skull.

## Underarter
Arten delas in i följande underarter:
- H. c. punctatus
- H. c. radiatus
- H. c. simplex

## Bildgalleri

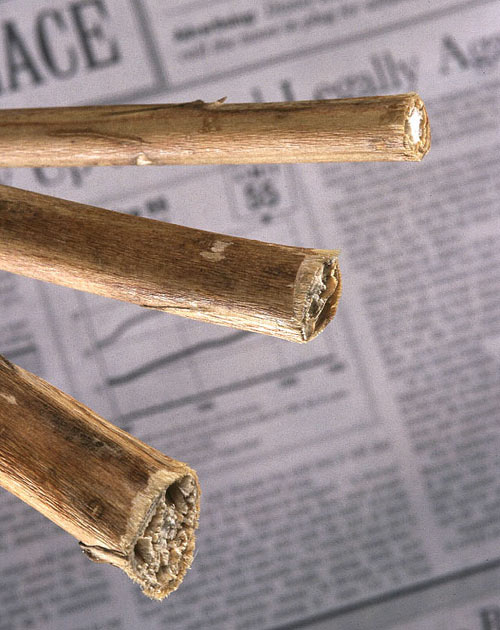
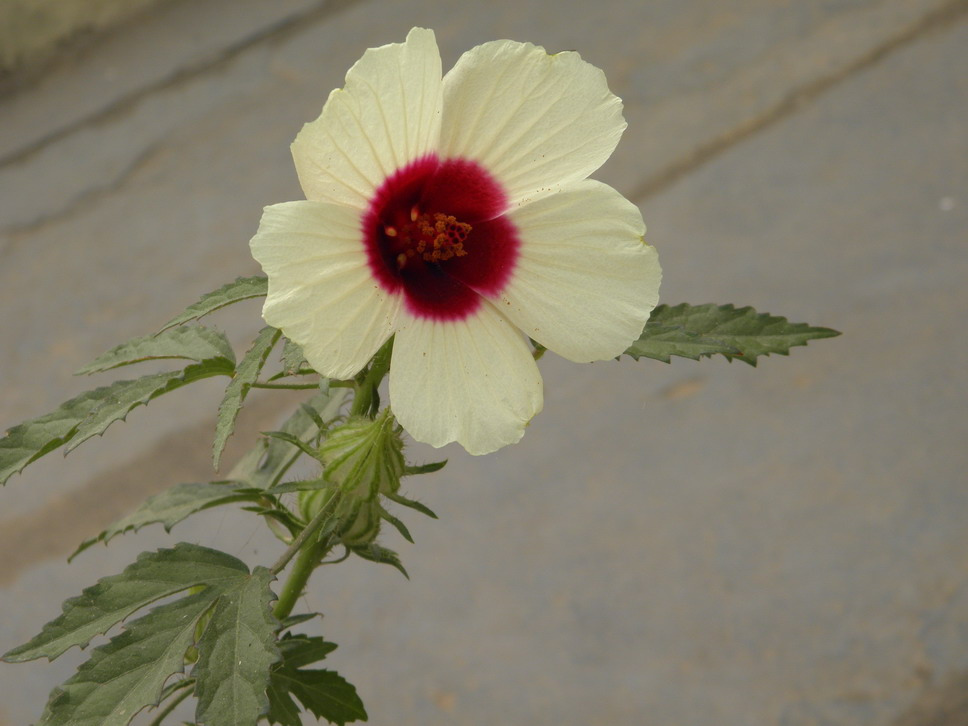
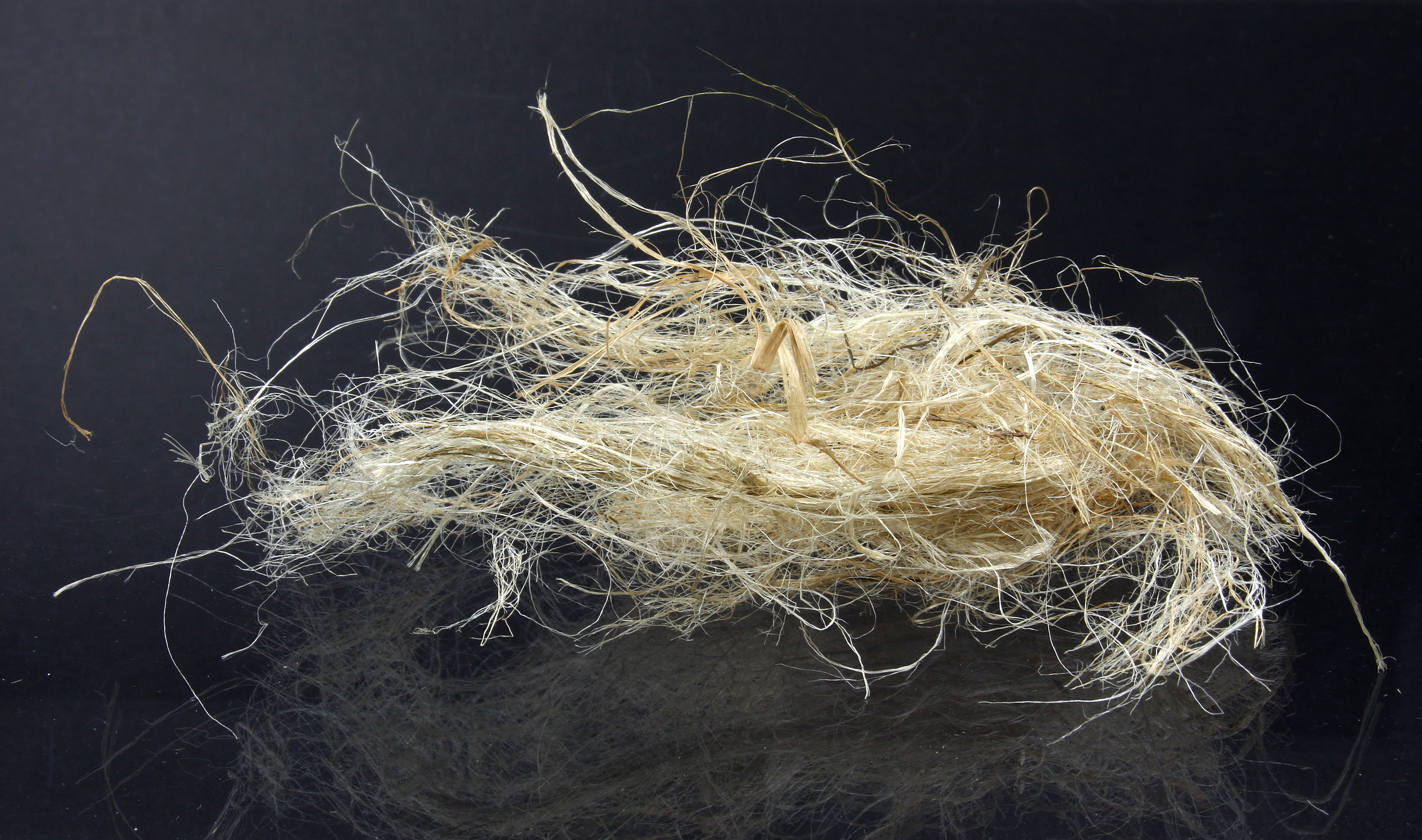
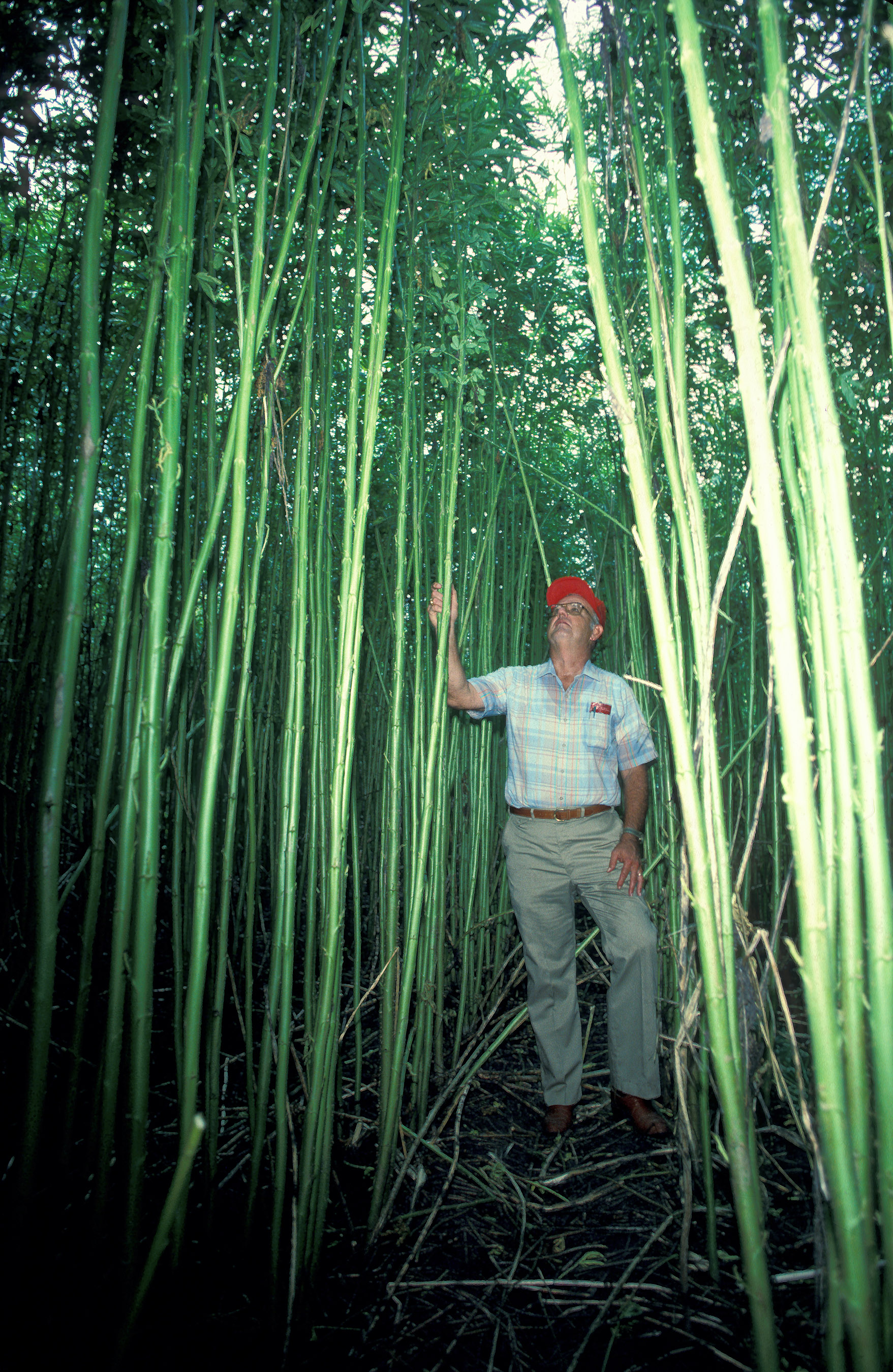